# الأزياء في اليونان القديمة
تتكون الأزياء في اليونان القديمة في المقام الأول من الـ(خيتون) و الـ(بيبلوس) و الـ(هيماتيون) و الـ(كلاميد).

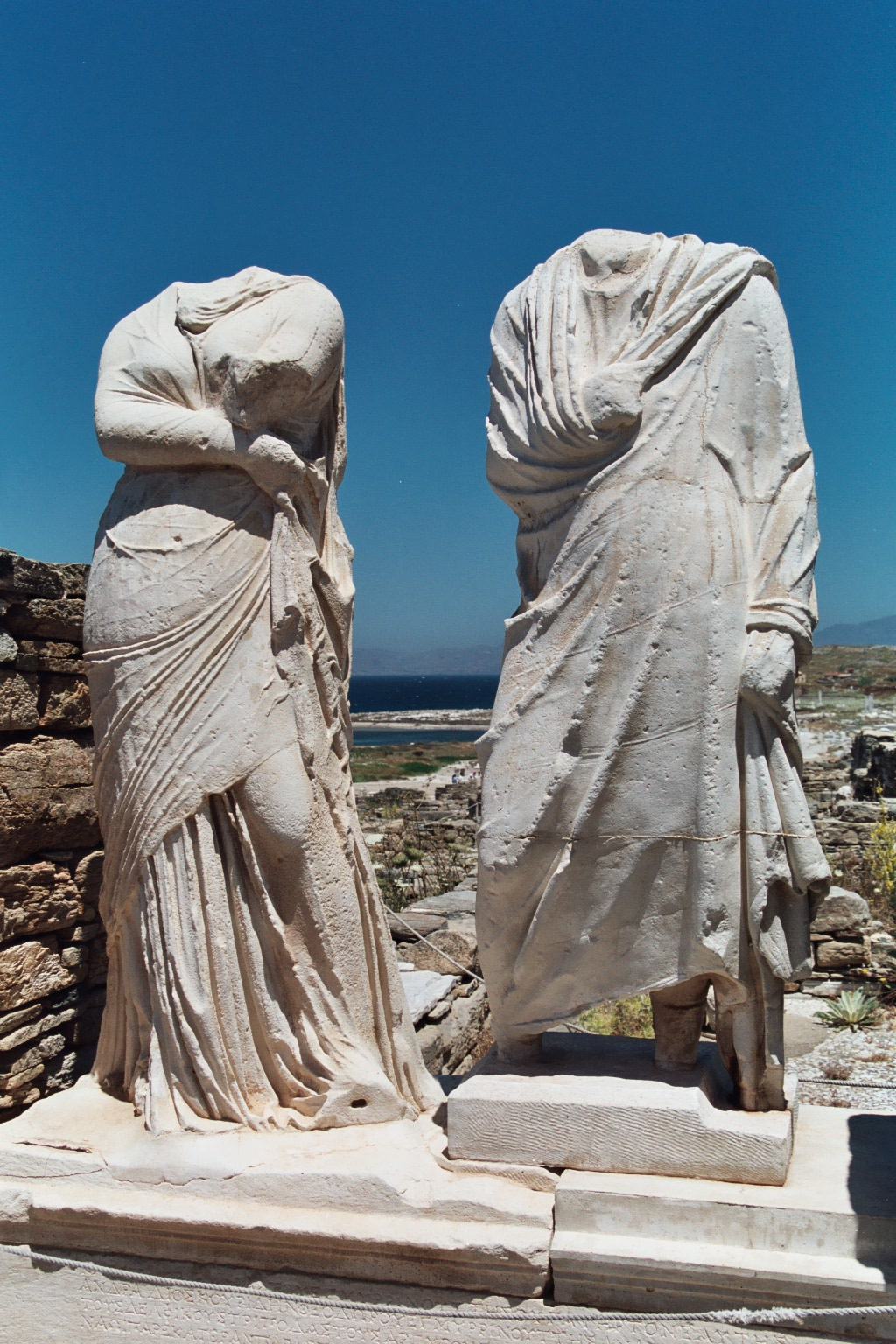
تمثالان لرجل وامرأة يرتديان "الهيماشن" في (بيت كليوباترا) في جزيرة ديلوس، اليونان.

عادة ما كان يرتدي الرجال والنساء اليونانيين القدماء قطعتان من الملابس ملفوفة حول الجسم: لباس داخلي (خيتون أو بيبلوس) وعباءة (هيماتيون أو كلاميد) وقد كانت الملابس اليونانية القديمة تعتمد بشكل أساسي على الحاجة والوظيفة والمواد والحماية عوضاً عن اظهار الهوية.
بالتالي، كانت الملابس بسيطة للغاية، تغطي الجسم بشكل انسيابي وفضفاض.
عادة، كانت الملابس تصنع محلياً، مقصوصة بأطوال مختلفة من نسيج الكتان أو الصوف المستطيل مع القليل من القص والخياطة مضمومة بمشابك أو مسامير مزخرفة وحزام أو طوق وكانت القطع بشكل عام قابلة للتبادل بين الرجال والنساء، مع ذلك، عادة ما ترتدي النساء في الحضارة اليونانية القديمة ثيابهن إلى الكاحل بينما تكون ثياب الرجال بشكل عام إلى الركبة حسب المناسبة والظرف. في حين لم تبقى أي ملابس من هذه الفترة، إلا إنها توجد بعض الأوصاف المذكورة في الروايات المعاصرة والتصورات الفنية. كانت الملابس تصنع يدوياً أو محلياً بشكل رئيسي بالإضافة إلى ذلك، غالباً ما تستخدم الملابس في صنع الفراش.
كانت جميع الملابس اليونانية القديمة مصنوعة من ألياف طبيعية، وكان الكتان النسيج الأكثر شيوعا بسبب المناخ الحار الذي استمر معظم العام، وفي الأيام التي يكون الطقس بها بارداً يرتدي الإغريق القدماء الصوف، كانت الألوان الشائعة بالأزياء قديماً اللون الأبيض أو بلون محايد وفي بعض الأحيان تتضمن حدوداً زخرفية.
هناك دليل على وجود التصميم المتقن والألوان الزاهية في ذلك العصر لكنه كان أقل شيوعاً بين مواطني الطبقة الكادحة. ومع ذلك، ارتدى المواطنون النبلاء ألواناً زاهية للتعبير عن ثروتهم لأن الملابس المصبوغة كانت أعلى تكلفة.
تتكون الملابس لكل من الرجال والنساء عموماً من جزأين رئيسيين: سترة قصيرة وعباءة.
كان لدى الإغريق تقديراً عظيماً للجسد البشري وكان واضحاَ في أزيائهم، فيلف القماش برفق حول الجسد واللباس كان شفافاً بعض الشيء.
لم يكن لدى الذكور مشكلة مع العري، في حين أن النساء لا يمكنهن ذلك إلا بالحمام العام.

## تاريخ وأنواع أزياء اليونان القديمة

### الخيتون
كان الخيتون لباساً بسيطاً من نسيج الكتان الخفيف وعادة مايكون مثنياً فوق الخصر، يرتديه كلا الجنسين من جميع الأعمار. الخيتون من أنبوب واسع مستطيل مثبت على طول الكتفين وأذرع سفلية بواسطة سلسلة من المشابك.
كان الخيتون ينسدل عادةً إلى كاحلي من يرتديها، لكن في بعض الأحيان كان الرياضيين أو المحاربين أو العبيد يرتدون (الخيتون) الأقصر طولاً. غالباً مايتم رفع النسيج الزائد على الحزام أو الطوق الذي يتم تثبيته حول الخصر (انظر الكولبوس)، وللتعامل مع الجزء السائب الأكبر يرتدون طوق حول الرقبة ثم يتم لفه أسفل الإبطين بشكل متقاطع على الظهر ومربوط من الأمام. يمكن ارتداء الهيماتون أو العباءة فوق الخيتون.
هناك نوعان من الخيتون-دوريسية وأيونية- سميَا بذلك نسبة للتشابه بينهما وبين أعمدة دوريس وأيوني.
-خيتون الدوريسية- هو زي بلا أكمام وذلك لأن تقنية الكم لم تنشأ بعد في ذلك الحين وهو يشبه إلى حد كبير اللباس على يمين تمثال الكارياتيد. يحتوي الرداء على طية في الجزء العلوي معلق بمشابك ويربط من الخصر، على العكس -الخيتون الأيونية- عبارة عن قماش مستطيل مربوط من الخصر وطويل بما فيه الكفاية بحيث عندما يطوى في النصف يمثل شكل جناحين.
قبل وجود تصاميم لأشكال الأكمام، كان الإغريق يصل الجزء الأمامي من الرداء بالجزء الخلفي بدبابيس على كامل الذراعين تسمى بـ(دبابيس الأمان في اليونان القديمة).
وكان خيتون الدوريسية مصنوعاً عادةً من الكتان أما الخيتون الأيوني فكان من الصوف.

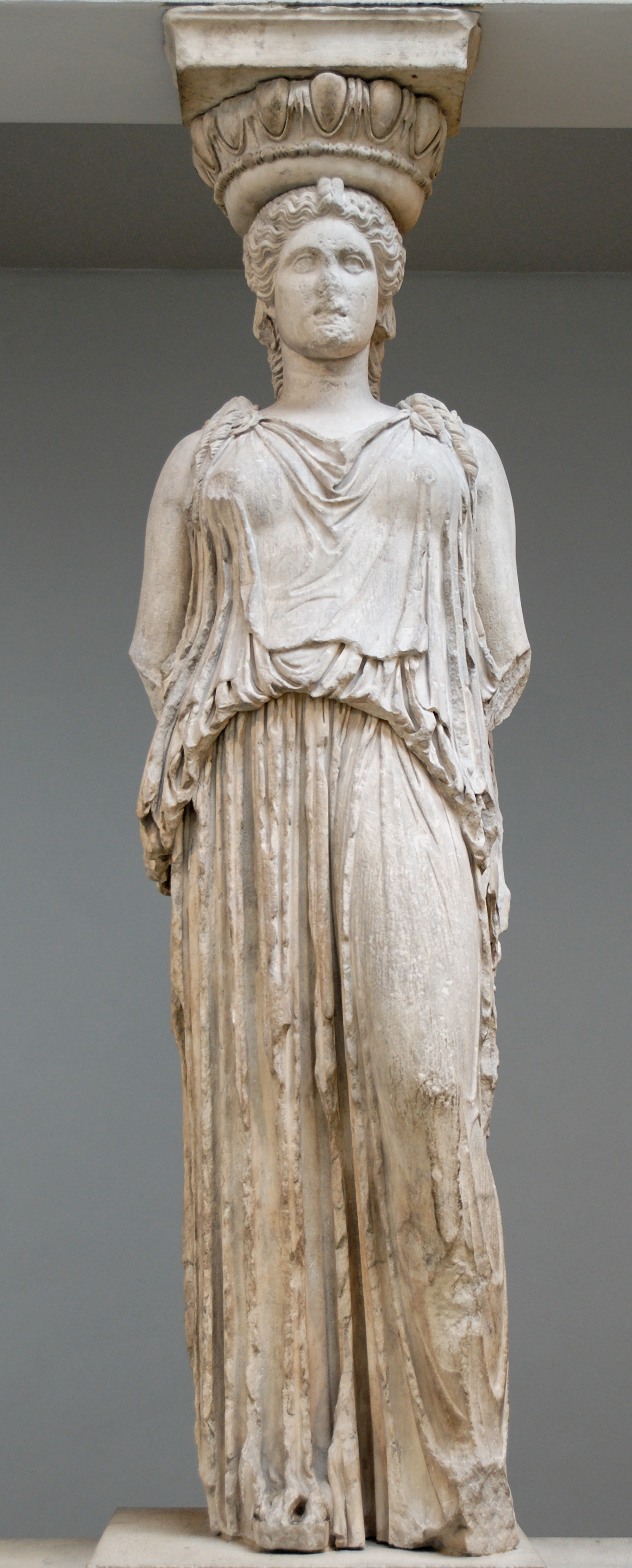
تمثال "الكارياتيد” في معبد ارخثينون لامرأة ترتدي مئزر يسمى (بيبلوس) معلق على الكتفين، والجزء الأعلى من الرداء المتدلي يسمى (كولبوس).

#### البيبلوس
قبل ظهور الهيماتون، كان البيبلوس عبارة عن قطعة من القماش مربعة الشكل ترتديها النساء فوق الخيتون.
يتم طي القطعة الثالثة من الزي وتثبيتها على كلا الكتفين مع ترك القماش مفتوحاً من جانب واحد، والجزء العلوي من البيبلوس المطوي من عند الخصر وكان يُلبس البيبلوس في بعض الأحيان بشكل منفصل كزيٍ بديل عن الخيتون، كما هو الحال مع الخيتون غالباً ما يتم استخدام طوق أو حزام لتثبيت الطيات على الخصر.

#### الهيماتون
الهيماتون لباس خارجي بسيط، يُلبس فوق البيبلوس أو الخيتون.
الهيماتون هو رداء من قماش ثقيل مستطيل الشكل يمر أسفل الذراع الأيسر ويغطي الكتف الأيمن.
تكون العباءة مطوية حول حزام وتمر أيضاً أسفل الذراع الأيسر وفوق الكتف الأيمن. في أيام الشتاء الباردة يلبس الإغريق عدة طبقات من الهيماتون.
يمكن سحب الهيماتون فوق الرأس لتغطية مرتديها عندما تسيطر عليه العاطفة أو عند الشعور بالعار.

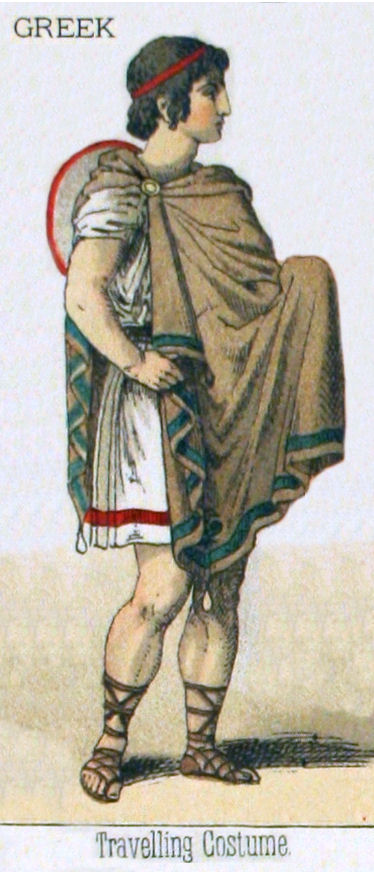
زي سفر يوناني، يضم لباس الخيتون والكلاميد و صندل وقبعة بيتاسوس معلقة في الخلف.

##### الكلاميد
الكلاميد لباس أملس مستطيل الشكل من قماش الصوف، يرتديها الرجال لأسباب عسكرية أو للصيد
وقد استوحى الاغريق الكلاميد من قدماء الليبيين ( الجرد ) ومن ثم نقله الرومان من الاغريق
يتم ارتداء الكلاميد كعباءة تثَبت بواسطة دبوس أو زرار على الكتف الأيمن ويعد زي عسكري يوناني رسمي كان يلبس منذ القرن الخامس وحتى القرن الثالث قبل الميلاد.

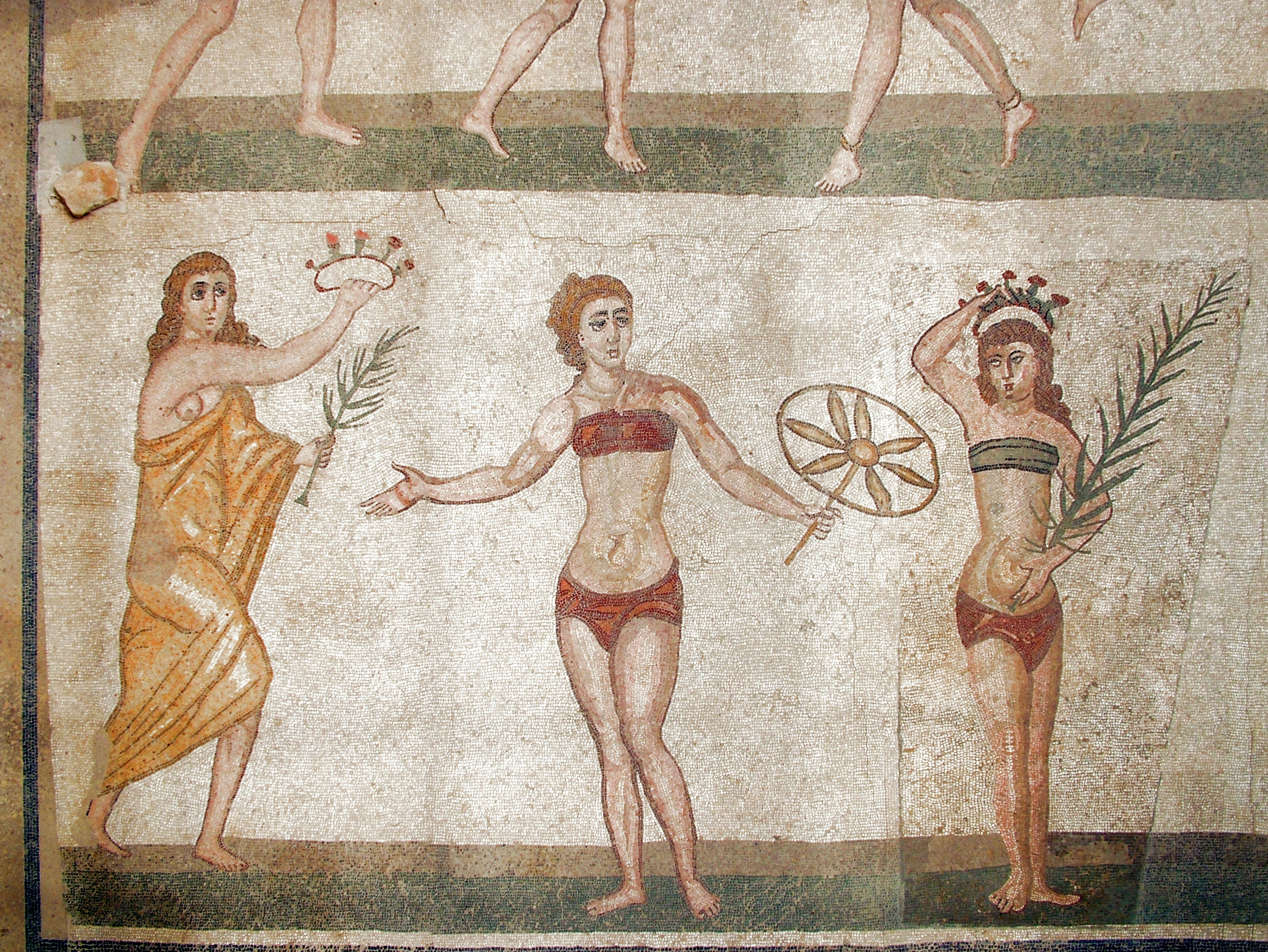
تفاصيل لفسيفيساء -فيلا رومانا ديل كاسلي- في صقلية، تعرض صورة امرأة في رداء الستروفين.

###### ملابس تحتية
كان الستروفين عبارة عن شريط عريض من الصوف أو الكتان ملفوف حول الصدر ومربوط بين لوحي الكتف وغالباً ماكانت النساء يرتدين الستروفين والصدرية طوال الوقت تحت ملابسهن وحول الجزء الأوسط من جسمهن. من الممكن أيضاً أن ترتدي النساء شالاً يسمى (ابيبليما).
في بعض الأحيان كان الرجال والنساء يرتدون مئزر مثلث الشكل كسروال داخلي يسمى (بيريزوما).

##### السحابات والأزرة
نظراً لأن الملابس نادراً ما كانت تُقص أو تُخاط، فغالباً ما تستخدم السحابات والأرزة لتثبيت اللباس بعضه ببعض، فاستخدموا إما ازارير صغيرة أو مشابك للزينة كـ البروش.
كانت تلبس المشابك الكبيرة (بيروني أو-فيبيلا) على الكتفين بشكل مقلوب للأسفل لتثبيت الخيتون أو البيبلوس.
يرتدون في بعض الأحيان الأحزمة، الزنانير أو المشدات عند الخصر لتحل محل السحابات والأزرة.

###### الأحذية
كان الرجال والنساء يرتدون النعال والصنادل و الأحذية الناعمة أو الأحذية طويلة الرقبة لكن عادة ما كانوا حفاة في المنزل.

##### المجوهرات
كانت الزخرفة في المجوهرات وتصفيفات الشعر والماكياج شائعة بين النساء، فكانت الحلي الذهبية الصغيرة تُخاط في الملابس لتلمع حين يتحركن. كان الإغريق يرتدون خواتم أو تيجان الإكليل والأساور وأشرطة للذراع ومشابك وقلائد وأقراط.
تضمنت التصاميم الشائعة للأقراط: الآلهة الطائرة هيرمس والآلهات إيروس ونايكي وغانيميد. كانت انماط التعرج التي ترمز للخلود محفورة بشكل شائع في المجوهرات، وكانت الذهب والفضة من أكثر أوساط المجوهرات شهرة، لكن المجوهرات في هذا الوقت قد تحتوي أيضاً على اللؤلؤ والأحجار الكريمة والأحجار شبه الكريمة المستخدمة في زخرفة القطعة وتم إهداء المجوهرات عادة من جيل إلى جيل أو تقدم كهدية للآلهة.

##### الأقمشة
كانت الملابس في اليونان القديمة مصنوعة من الحرير والكتان والصوف، ولكن كان الكتان أكثر الأقمشة شيوعاً بسبب المناخ الحار.
كان إنتاج النسيج عملية طويلة ومملة في ذلك الوقت لذلك فصنع الملابس الجاهزة باهظ الثمن.
كان من المعتاد اجتماعياً أن صناعة النسيج هي مسؤولية المرأة في المقام الأول، فإنتاج المنسوجات عالية الجودة يعتبر إنجازا للمرأة ذات المكانة العالية، وكان الأنسجة الأغلى هي الكتان المنسوجة بدقة والصوف الناعم جداً.
كان الكتان شفافًا تقريبًا، حيث لم يكن لدى الإغريق مشكلة في إظهار جسدهم. يعد القماش الكتاني المنسوج من نبات الكتان المنقوع بزيت الزيتون أقل تكلفة وأكثر استخدامًا.
ارتدى الفلاحون الصوف الخشن ونادرا ما يتم قص القماش، فيتم لف المستطيلات غير الملحومة من القماش على الجسم بطرق مختلفة. يمكن أن يكون النسيج مجعدًا أو مطويًا لإعطاء الثوب المزيد من الامتلاء، فكلما ارتدى الشخص قطع مختلفة من الأقمشة ظهر الثراء.
هناك طريقة أخرى لإظهار الثروة وهي صبغ الأقمشة، فاعتاد الناس على الاعتقاد بأن الإغريق كانوا يرتدون ملابس بيضاء فقط لأن التماثيل المستردة من هذا الوقت أظهرت الأقمشة البيضاء. ومع ذلك، اكتشفوا في وقت لاحق أن المجسمات كانت مطلية وأن الملابس التي كان يرتديها الإغريق كانت ملونة بالفعل.
الأرستقراطيين الأثرياء كانوا يرتدون ملابس أرجوانية لأن الصبغة الأرجوانية كان صعباً الحصول عليها.
كان اللون الأصفر صبغة شائعة بالنسبة للمواطن العادي وارتدى المحاربون اللون الأحمر حتى لا يروا دمًا عند الجرح.
أما الفلاحون عادة ما كانوا يصبغون ملابسهم باللون الأخضر والبني والرمادي لأنها كانت أرخص ولكن معظمهم تمسك باللون الأبيض والألوان الطبيعية.

## روابط خارجية
•	الملابس في التوراة
•	الملابس في روما القديمة
•	الملابس في العصر القديم